# Caillac
Caillac település Franciaországban, Lot megyében. Lakosainak száma 590 fő (2022. január 1.). Caillac Crayssac, Douelle, Espère, Mercuès és Parnac községekkel határos.

## Népesség
A település népességének változása:
| Lakosok száma | 335  | 409  | 488  | 563  | 600  | 609  | 599  | 597  | 600  | 590  |
|               | 1968 | 1982 | 1990 | 2006 | 2013 | 2015 | 2017 | 2019 | 2020 | 2022 |